# Hesperophanes
Hesperophanes es un género de escarabajos longicornios de la tribu Hesperophanini.

## Especies
- Hesperophanes andresi Sama & Rapuzzi, 2006
- Hesperophanes erosus Gahan, 1894
- Hesperophanes heydeni Baeckmann, 1923
- Hesperophanes melonii Fancello & Cillo, 2012
- Hesperophanes pilosus Bodungen, 1908
- Hesperophanes pubescens (Haldeman, 1847)
- Hesperophanes sericeus (Fabricius, 1787)
- Hesperophanes zerbibi Lepesme & Breuning, 1955